# Dicranomyia (Caenoglochina) somnifica
Dicranomyia (Caenoglochina) somnifica is een tweevleugelige uit de familie steltmuggen (Limoniidae). De soort komt voor in het Neotropisch gebied.